# Tajo del Almendrón

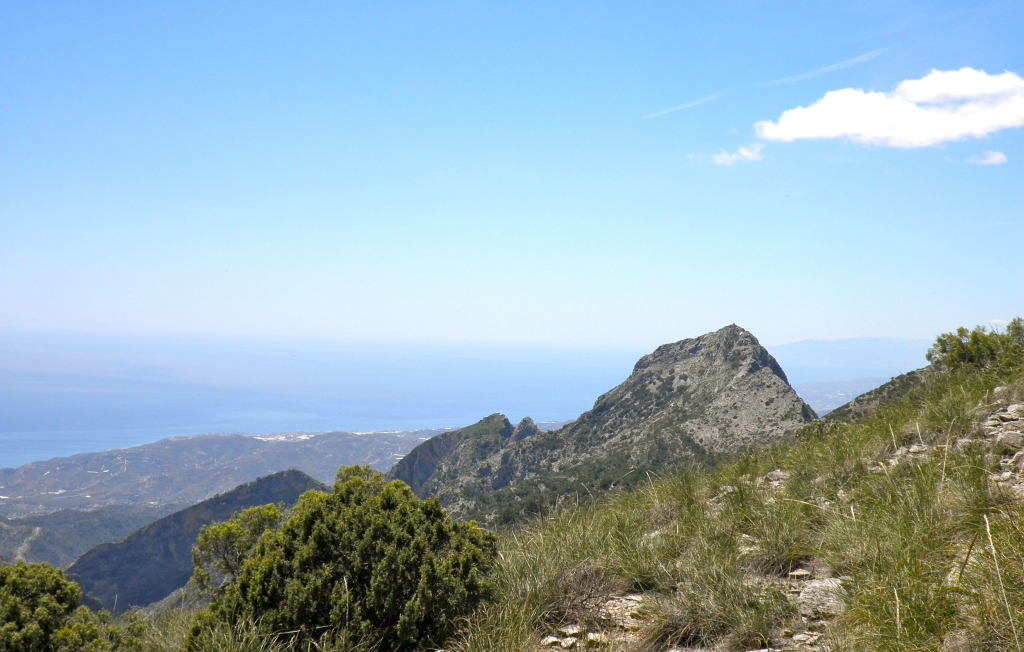
Der Gipfel des Almendrón mit dem Mittelmeer im Hintergrund

Der Tajo del Almendrón, in manchen Karten auch nur Tajo Almendrón oder Almendrón genannt, ist ein 1514 m hoher Berg im Nationalpark Sierras de Tejeda Almijara y Alhama in der Provinz Málaga in Spanien. Er und sein „kleiner Bruder“, der Torre del Almendrón, befinden sich an der nördlichen Grenze der Gemeinde Nerja.